# Cine de Irlanda
El cine de Irlanda se ha desarrollado en los años recientes en parte gracias a la promoción del sector cinematográfico por parte de la Irish Film Board (IFB - Bord Scannán na hÉireann) y al recorte de impuestos. Algunas de las películas irlandesas más exitosas incluyen: The Wind That Shakes the Barley (2006), Intermission (2003), Michael Collins (1996), Las cenizas de Ángela (1999), The Commitments (1991) , Once (2007) y En el nombre del padre (1993). 
En el pasado, muchas películas fueron censuradas o prohibidas, debido en gran medida a la influencia de la Iglesia católica en Irlanda, aunque en años recientes casi no se han dado cortes o prohibiciones, con excepción de una en 2004, una en 2005 y una en 2006, por la política adoptada por la Oficina irlandesa de Clasificación de Películas de permitir la elección personal del espectador con respecto a lo que puede ver.
La primera película filmada en Irlanda fue A Lad from Old Ireland (1910), la cual fue promocionada como "la primera película grabada en dos continentes". Se trató de una corta historia muda sobre un joven irlandés que emigró a Estados Unidos para escapar de la pobreza de Irlanda. Tras obtener éxito en su país adoptivo, volvió a Irlanda para recuperar a su amada justo cuando su familia es forzada a abandonar sus tierras.

## Historia
Durante muchos años la relación de Irlanda con el mundo del cine no fue otra que la de servir de decorado natural para películas extranjeras: "Hombres de Arán" (1934) de Robert J. Flaherty, "El delator" (1935) y "El hombre tranquilo" (1952) de John Ford y "Larga es la noche" (1947) de Carol Reed entre otras a lo largo del siglo XX y XXI. La pobreza del país, sus escasos habitantes, su dependencia económica del Reino Unido, incluso tras la división entre el Úlster y Eire; el rígido catolicismo y la Ley de Censura Cinematográfica de 1923 retardaron el nacimiento y desarrollo de la industria cinematográfica.
El canadiense Sidney Olcott rodó en 1910 "A Lad from Old Ireland" la primera película de ficción para una sociedad estadounidense. La primera compañía cinematográfica propia se fundó en 1916 bajo la denominación de "Film Company of Ireland". Se dedicó a filmar dramas y comedías y alguna que otra película sobre la guerra de independencia una vez concluida. Los principales directores de esta época fueron John MacDonagh y Joseph Michael Kerrigan. También destacó Rex Ingram que en aquel entonces vivía en los Estados Unidos.
En la década de los veinte Gobierno e Iglesia optaron por gravar todo lo posible las entradas, controlar lo exhibido mediante la aprobación de la Ley de Censura Cinematográfica en 1923 y desoír iniciativas relacionadas con la creación de una industria cinematográfica nacional.
A inicios de los años treinta la Irish Film Society da una nueva dimensión cultural a la cuestión de la industria cinematográfica nacional y hacen de la educación cinematográfica un prerrequisito fundamental para cualquier desarrollo futuro del sector mediante la exhibición de películas, animando a los a los irlandeses a hacer películas y aprender sobre el arte cinematográfico; la organización de conferencias sobre cine, debates y literatura y , por último, la creación de programas adecuados y apropiados para los jóvenes, incluida la introducción de películas en las escuelas. En esta época se ruedan "quota quickies" destacando Donovan Pedelty y Thomas Cooper con "The Dawn" (1936).
En un Estado que no apoya a la Industria del cine, las décadas de 1940 y 1950 la producción fue muy pobre y a pesar de la creación de los estudios de Ardmore ya que los únicos beneficiados fueron los cineastas extranjeros. La producción estuvo basada en documentales sobre el país destacando los de George E. Morrison ("Mise Éire" y "Saoirse?" de 1959 y 1962 respectivamente). A pesar de las dificultades se crea el Festival de Cine de Cork en 1956.
Aunque dependían aun de los productores británicos, coproducciones angloirlandesas e incluso financiamiento estadounidense en 1975 se estatalizaron los estudios Ardmore hasta la creación en 1981 del Irish Film Board. Esto trajo consigo la creación de películas por directores irlandeses: Kieran Hickey, Joe Comerford, Cathal Black, Thadeus O´Sullivan y Bob Quinn quien creará su propia compañía (Cinegal) y realizó las primeras películas en gaélico: "Caoineadh Air Ui Laoire" ("Lamento por Art O´Leary", 1975) y "Poitín" ("Aguardiente ilegal", 1978).
Todos estos directores intentan romper la imagen que bucólica que de Irlanda da Hollywood mediante la observación de la realidad presente. En un principio con la creación de cortos y mediometrajes en 16mm cuentan la historia de las clases medias urbanas, la vida de los antiguos miembros del IRA o las consecuencias de las drogas en el país. Destacan las películas "Exposure" de Hickey, "Withdrawal" y "Reefer and the Model" de Comerford 
En los años ochenta hizo su aparición, con un documental sobre el rodaje de "Excalibur" de John Boorman, Neil Jordan que en un futuro se convirtió en el director más aclamado. Un año después, 1982, realizó su primer film ("Danny Boy"). Pat O'Connor dirigió en 1984 la película "Cal", basada en la novela homónima de Bernard MacLaverty y primera en recibir un premio internacional (Helen Mirren a mejor actriz en Cannes). Además destacan varias directoras cuya temática es la situación de la mujer: Pat Murphy  ("Maeve", 1981 y "Anne Devlin", 1984) y Margo Harkin ("Hush-A-Bye-Bay", 1989).
En 2023, la película An Cailín Ciúin (The Quiet Girl) fue nominada al premio Óscar a la mejor película internacional, siendo la primera película del país en estar nominada a esta categoría.
Un año después la película Kneecap, rodada en gaélico, fue nominada a los Óscar a mejor película extranjera y consiguió numerosos premios y nominaciones.

## Infraestructura

### Salas de cine en Irlanda
La primera sala de cine en Irlanda abrió en 1909 bajo el nombre de La Volta.
Actualmente, Irlanda cuenta con una alta tasa de venta de entradas al cine (la mayor de Europa). La mayor cadena de multicines en el país es Ward Anderson (propietarios de las marcas Cineplex, Omniplex y Savoy), aunque otras salas son propiedad de las compañías United Cinemas International, Cineworld (anteriormente, UGC Cinemas) y Vue (anteriormente, Ster Century). 

### Estudios
Los estudios Ardmore fueron los primeros estudios de grabación irlandeses: abrieron en 1958 en Bray en el condado de Wicklow.

## Legislación
La ley cinematográfica de 1970 estableció las bases de una industria fílmica irlandesa en expansión. Entre otras cosas, proveyó ventajosos recortes de impuestos para producciones fílmicas y para los creativos extranjeros que vivieran en Irlanda. Varios escritores reconocidos a nivel mundial, incluyendo a Len Deighton, Frederick Forsyth y Richard Condon aprovecharon esta situación y residieron en Irlanda por varios años. La ley cinematográfica de 1970 fue el resultado de una colaboración inicial entre Jack Lynch y el director de cine Lynn Garrison.

## Irish Film Board
La Irish Film Board fue establecida en 1981 para fomentar la industria local; sin embargo, muchos críticos de cine señalan el hecho de que sus resultados han sido pobres, dado que la mayoría de películas elegidas para financiamiento tienen poco o ningún éxito fuera del país y son raramente populares en Irlanda. Tras 15 años de existencia, la Irish Film Board ha alcanzado muy poco éxito con ningún nuevo productor de cine irlandés posicionado en el mercado internacional. Tony Keily h ha criticado la insistencia de la junta en financiar "cine no comercial". Paul Melia también ha criticado a la junta por su lentitud en otorgar financiamiento.

## Encuesta sobre las diez mejores películas irlandesas
En 2005, una encuesta patrocinada por Jameson Whiskey seleccionó las 10 mejores películas irlandesas, con los siguientes resultados:
1. The Commitments (1991)
2. Mi pie izquierdo (1989)
3. En el nombre del padre (1993)
4. The Quiet Man (1952)
5. The Snapper (1993)
6. Michael Collins (1996)
7. El prado (1990)
8. Intermission (2003)
9. Veronica Guerin (2003)
10. Inside I'm Dancing (2004)

Desde que esta encuesta fue realizada, se estrenaron las siguientes películas irlandesas aclamadas por la crítica: El viento que agita la cebada (2006), Once (2007) y Garage (2007).

## Irish Film & Television Awards
Los Irish Film and Television Awards (IFTA) han sido otorgados desde 1999 y, en su forma actual, desde 2003. Los ganadores a la "Mejor película irlandesa" han sido:
- 2003: Intermission
- 2004: Omagh
- 2005: Inside I'm Dancing
- 2006: The Wind That Shakes the Barley
- 2007: Garage
- 2008: Hunger (película de 2008)
- 2009: The Eclipse
- 2010: As If I Am Not There
- 2011: The Guard (película de 2011)
- 2012: What Richard Did

## Irlanda como localización
Irlanda ha sido una locación popular para filmar películas, debido mayormente a los bajos impuestos. Es el caso de las películas The Quiet Man (1952), Braveheart (1995), Reign of Fire (2002) y El rey Arturo (2004) que fueron rodadas en Irlanda.